# John Paul Jones
John Richard Baldwin (Sidcup, Inglaterra, 3 de enero de 1946), más conocido como John Paul Jones, es un músico multinstrumentista y compositor británico, bajista y teclista del grupo británico Led Zeppelin. Debido a su gran recorrido musical, es considerado uno de los mejores bajistas de la historia del rock. Ha influido a varios artistas y bajistas, tales como John Entwistle, Flea, Cliff Burton y Jaco Pastorius; y ha colaborado con Diamanda Galás, en la composición de un álbum en dueto, The Sporting Life.
En 1960, con catorce años, formó parte del grupo de su padre, Joe Baldwin, y un año más tarde creó su propia banda. En los años 60 comenzó a ser director y arreglista de otros grupos, así como pianista y bajista, incluyendo entre estos a los Outlaws, Mickey Most, The Mindbenders, The Everly Brothers, The Supremes, Rolling Stones, Jeff Beck, Donovan, entre otros.
Se destaca también su gran habilidad como pianista y tecladista.

## Biografía

### Primeros años
Comenzó a tocar el piano a los seis años, aprendiendo de su padre, Joe Baldwin, pianista y arreglista de grandes bandas en las décadas de 1940 y 1950, especialmente con Ambrose y su Orquesta. Su madre también estaba en el negocio de la música, lo que permitió a la familia actuar a menudo juntos recorriendo Inglaterra, con funciones de tipo comedia de vodevil. Sus influencias iban desde el blues de Big Bill Broonzy, el jazz de Charles Mingus, hasta el piano clásico de Serguéi Rajmáninov.
Debido a que sus padres a menudo viajaban, Jones fue enviado a un internado siendo muy joven. Fue estudiante en el Christ's College, Blackheath, Londres, donde estudió formalmente música. A la edad de 14 años, Jones se convirtió en director de coro y organista en una iglesia local y durante ese año, también compró su primer bajo, un Dallas Tuxedo de cuerpo sólido eléctrico, seguido de múltiples bajos, hasta que finalmente compró su Fender Jazz Bass de 1962, que usó hasta 1976. La interpretación fluida del músico de Chicago Phil Upchurch en su LP You Can't Sit Down, que incluye un memorable solo de bajo, es citada por Jones como su inspiración para tocar el instrumento.

### Inicios
Jones se unió a su primera banda, The Deltas, a los 15 años y luego tocó el bajo para el jazz-rock grupo de Londres, Jett Blacks, un colectivo que incluía al guitarrista John McLaughlin. La gran oportunidad de Jones llegó en 1962 cuando fue contratado por Jet Harris y Tony Meehan, exintegrantes del grupo británico The Shadows, para un período de dos años. Poco antes de contratar a Jones, Harris y Meehan acababan de obtener un éxito número 1 con "Diamonds" (una pista en la que había tocado Jimmy Page, el futuro compañero de banda de Jones). La colaboración de Jones con los ex Shadows casi impidió la futura formación de Led Zeppelin, cuando las partes entablaron conversaciones sobre la posibilidad de que Baldwin reemplazara a su bajista Brian Locking, quien dejó la banda en octubre de 1963, pero John Rostill fue finalmente elegido para ocupar el puesto.
En 1964, por recomendación de Meehan, Jones comenzó a trabajar con Decca Records. Desde entonces hasta 1968, tocó en cientos de sesiones de grabación. Pronto amplió su trabajo sumando los teclados, arreglos y dirección general, lo que resultó en un aumento de solicitudes de trabajo.
Trabajó con numerosos artistas, incluidos los Rolling Stones en Their Satanic Majesties Request (el arreglo de cuerdas de Jones se escucha en "She's a Rainbow"); Herman's Hermits; Donovan (en "Sunshine Superman", "Hurdy Gurdy Man" y "Mellow Yellow"); Jeff Beck; Françoise Hardy; Cat Stevens; Rod Stewart; Shirley Bassey; Lulu; y muchos otros. Además de grabar sesiones con Dusty Springfield, Jones también tocó el bajo para su serie de presentaciones Talk of the Town. Su arreglo y actuación en "Sunshine Superman" de Donovan dio como resultado que el productor Mickie Most utilizara sus servicios como arreglista para muchos de sus propios proyectos, con Tom Jones, Nico, Wayne Fontana, los Walker Brothers y muchos otros. En 1967, Most, como supervisor musical, también fichaba a Jones para realizar los arreglos a la música de la película teatral de Herman's Hermits, Mrs. Brown, You Have Got a Lovely Daughter, estrenada en enero de 1968. Jones trabajó mucho en esa época, tanto que dijo años después que "no recuerdo las tres cuartas partes de las sesiones en las que estaba".
Fue durante su tiempo como músico de sesión que Jones adoptó el nombre artístico John Paul Jones. Este nombre le fue sugerido por un amigo, Andrew Loog Oldham, quien había visto un póster de la película de 1959 John Paul Jones en Francia. Lanzó su primera grabación en solitario como John Paul Jones, "Baja" (escrita por Lee Hazlewood y producida por Oldham) / "A Foggy Day in Vietnam", como sencillo en Pye Records en abril de 1964.
Jones ha declarado que, como músico de sesión, completaba dos y tres sesiones al día, seis y siete días a la semana. Sin embargo, en 1968 se sentía agotado debido a la gran carga de trabajo: "Estaba organizando 50 o 60 cosas al mes y estaba empezando a matarme".

## Carrera

### Led Zeppelin

#### Formación
Durante su tiempo como músico de sesión, Jones a menudo se cruzó con el guitarrista Jimmy Page, un compañero sesionista veterano. En junio de 1966, Page se unió a The Yardbirds y en 1967 contribuyó al álbum Little Games de esa banda. El invierno siguiente, durante las sesiones de The Hurdy Gurdy Man de Donovan, Jones expresó a Page el deseo de ser parte de cualquier proyecto que el guitarrista pudiera estar planeando. Más tarde ese año, The Yardbirds se disolvió, dejando a Page y al bajista Chris Dreja para completar las fechas reservadas previamente de Yardbirds en Escandinavia. Antes de que se pudiera reunir una nueva banda, Dreja se apartó de la música para dedicarse a la fotografía. Jones, por sugerencia de su esposa, preguntó a Page sobre el puesto vacante, y el guitarrista invitó ansiosamente a Jones a colaborar. Page luego explicó:
"Estaba trabajando en las sesiones para Hurdy Gurdy Man de Donovan, y John Paul Jones se ocupaba de los arreglos musicales. Durante un descanso, me preguntó si podía usar un bajista en el nuevo grupo que estaba formando. Tenía una formación musical adecuada y tenía ideas bastante brillantes. Salté ante la posibilidad de atraparlo."
El vocalista Robert Plant y el baterista John Bonham se unieron a los dos para formar un cuarteto. Inicialmente apodado "New Yardbirds" para las fechas escandinavas, la banda pronto se hizo conocida como Led Zeppelin.

#### Contribución a la banda

Derivada del triquetra sigil de Jones usado en el álbum sin título comúnmente conocido como Led Zeppelin IV

Jones fue responsable de las líneas clásicas de bajo del grupo, en particular las de "Ramble On" y "The Lemon Song" (Led Zeppelin II), y las firmas de tiempo cambiantes, como las de "Black Dog" (Led Zeppelin IV). Como la mitad de la sección rítmica de Led Zeppelin con el baterista John Bonham, Jones compartió su aprecio por los ritmos rítmicos de funk y soul que fortalecieron y mejoraron su afinidad musical. En una entrevista que le dio a la revista Global Bass, Jones comentó sobre este interés musical común:
Sí, éramos grandes fanáticos de Motown y Stax y fanáticos de la música soul general, fanático de James Brown. Esa es una de las razones por las que siempre he dicho que Zeppelin fue una de las pocas bandas en "swing". En realidad teníamos un ritmo en esos días. La gente solía venir a nuestros espectáculos y bailar, lo cual fue genial. Ver a todas las mujeres bailando fue realmente brillante. No necesariamente lo viste en un show de Black Sabbath o lo que sea: así que éramos diferentes de esa manera. Éramos una banda maravillosa. Usamos todas nuestras influencias de la música pop negra como clave para el rock que se fue por encima.
Después de retirar su Fender Jazz Bass (que había estado usando desde sus días con The Shadows a principios de la década de 1960) de una gira en 1975, Jones cambió a usar bajos Alembic diseñados a medida durante la gira. Sin embargo, todavía prefería usar el Jazz Bass en el estudio y en una entrevista para Elixir Strings, mencionó que todavía tiene el bajo hasta el día de hoy. Las habilidades del teclado de Jones agregaron una dimensión ecléctica que hizo que Led Zeppelin fuera más que una simple banda de hard rock. Los aspectos más destacados del teclado incluyen la delicada "The Rain Song" (Houses of the Holy) que se toca en un Mellotron; el funky "Trampled Under Foot", tocado con un Clavinet (Physical Graffiti); y las escalas orientales de "Kashmir", también tocadas en un Mellotron (también en Physical Graffiti). En las presentaciones en vivo, la obra maestra del teclado de Jones fue "No Quarter", a menudo duraba hasta media hora y a veces incluía fragmentos de "Amazing Grace", "Concierto de Aranjuez" de Joaquín Rodrigo, que había inspirado los bocetos de Miles Davis España, y variaciones de piezas clásicas de compositores como Rajmáninov.
Las diversas contribuciones de Jones al grupo se extendieron al uso de otros instrumentos, incluido un inusual instrumento acústico de triple cuello que consta de una guitarra de seis y doce cuerdas, y una mandolina. Jones solía usar pedales de bajo para complementar el sonido de la banda mientras tocaba teclados y mandolina. En la gira de 1977 de la banda por los Estados Unidos, Jones cantaría la voz principal en "The Battle of Evermore", reemplazando a Sandy Denny, que había cantado en la versión de estudio.

### Perfil

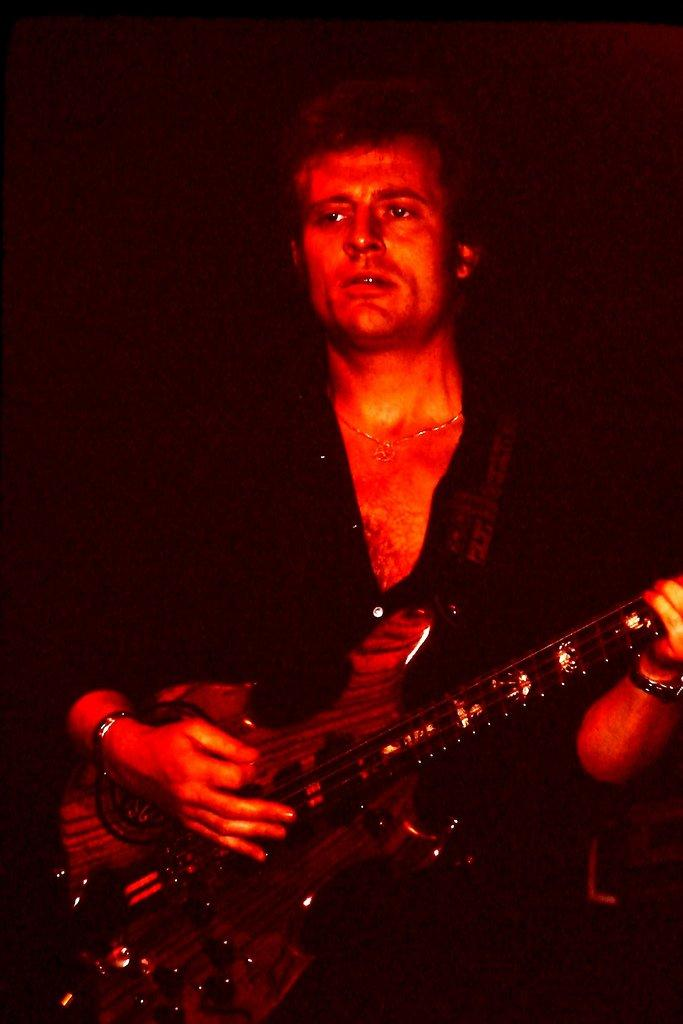
Jones con Led Zeppelin en 1980

Si bien todos los miembros de Led Zeppelin tenían una reputación de exceso fuera del escenario (una etiqueta que se alegaba que era exagerada), Jones era ampliamente visto como el miembro más reservado del grupo. Por su parte, Jones ha afirmado que se divirtió tanto en el camino como sus compañeros de banda, pero fue más discreto al respecto, afirmando que "tomé más drogas de las que me gustaría recordar. Lo hice en silencio". Benoit Gautier, un empleado de Atlantic Records en Francia, se hizo eco de esta impresión, afirmando que "El hombre más sabio de Led Zeppelin era John Paul Jones. ¿Por qué? Nunca quedó atrapado en una situación embarazosa".

En una entrevista, Jones explicó que la fama con Led Zeppelin no era algo con lo que alguna vez se haya preocupado:
Realmente no; Lo había hecho todo antes ... Me gustaría pensar que tampoco era demasiado estúpido. Traté de mantenerme alejado de la deriva del camino de la estrella de rock, principalmente porque necesitaba mi cordura y libertad en el camino. En general, solía salir del hotel y luego salir a la calle. Iría a caminar ... No soy tan reconocible como Plant y Page. Además, solía cambiar mi apariencia todo el tiempo solo para asegurarme de que no era tan reconocible ... En general, estoy bastante rápido en las sombras ... Una vez leí que los Beatles hicieron una gira completa por América y nunca salieron de sus habitaciones de hotel. Y pensé: "No puedo ver el punto de viajar por el mundo y no ver nada".
Después de agotadores recorridos y largos períodos de tiempo lejos de su familia, a fines de 1973 Jones comenzó a mostrar signos de desilusión. Consideró dejar a Led Zeppelin para pasar más tiempo con su familia, pero el gerente de la banda, Peter Grant, lo convenció para que regresara. Bromeó diciendo que estaba interesado en convertirse en el director del coro de la Catedral de Winchester, lo que se informó como un hecho en varias fuentes. Jones luego explicó sus reservas:
No quería dañar al grupo, pero tampoco quería que mi familia se derrumbara. Recorrimos una gran cantidad en esos primeros días. Todos estábamos muy cansados y bajo presión y todo llegó a un punto crítico. Cuando me uní a la banda por primera vez, no pensé que continuaría por tanto tiempo, tal vez dos o tres años, y luego continuaría con mi carrera como músico y haciendo música para películas.

### "Royal Orleans"
Se rumorea que la canción de Led Zeppelin "Royal Orleans", de su álbum Presence, trata sobre una experiencia que Jones tuvo una vez en una gira por los Estados Unidos. La canción trata sobre una persona que por error lleva a una drag queen a su habitación de hotel, que luego se duerme con un porro de marihuana en la mano, encendiendo la habitación en llamas. "Royal Orleans" era el nombre de un hotel donde los miembros de Led Zeppelin se quedaban cuando visitaban Nueva Orleans, porque no mucha gente pedía autógrafos allí. En una entrevista que le dio a la revista Mojo en 2007, Jones aclaró la fiabilidad de este rumor y declaró:
"Los travestis eran en realidad amigos de Richard Cole; gente amigable normal y todos estábamos en algún bar. Que confundí a una travesti con una chica es basura; eso le sucedió en otro país a otra persona ... De todos modos, 'Stephanie' terminó en mi habitación y liamos uno o dos porros y me quedé dormido y prendí fuego a la habitación del hotel, como tú, ja, ja, y cuando desperté estaba lleno de bomberos!"

### Otros trabajo durante el tiempo con la banda
La participación de Jones con Led Zeppelin no detuvo su trabajo de sesión. En 1969 regresó al estudio para tocar el bajo en el álbum The Family Dogg's A Way of Life. Jones fue la primera opción de Madeline Bell para producir y organizar su álbum de 1974 Comin 'Atcha. También ha tocado el bajo en la canción de apertura del álbum Roy Harper HQ, que también contó con el guitarrista David Gilmour. Otras contribuciones incluyen tocar el bajo en Rockestra de Wings, Back to the Egg junto con el baterista de Zeppelin John Bonham.

### Después de Led Zeppelin

#### 1980–2000
Led Zeppelin se disolvió en 1980 con la muerte de John Bonham. "En el momento en que John murió, me acababa de mudar a Devon para criar a mi familia", recordó Jones. "Entonces, después de la separación, estaba completamente fuera de todo. Y debo decir que no me lo perdí". 
Posteriormente, Jones colaboró con artistas como Diamanda Galás, R.E.M., Jars of Clay, Heart, Ben E. King, Peter Gabriel, Foo Fighters, Lenny Kravitz, Cinderella, The Mission, La Fura dels Baus, The Harp Consort, Brian Eno, Butthole Surfers y Uncle Earl.
Apareció en sesiones y videos para Paul McCartney y participó en la banda sonora de la película Give My Regards to Broad Street. En 1985, el director Michael Winner le pidió a Jones que proporcionara la banda sonora de la película Scream for Help, con Jimmy Page apareciendo en dos pistas. Jones proporciona voces para dos de las canciones. Grabó y realizó una gira con la cantante Diamanda Galás en su álbum de 1994, The Sporting Life (co-acreditado a John Paul Jones). Creó su propio estudio de grabación llamado Sunday School, y participó en la carrera de cantante de su hija Jacinda Jones.
En 1985, Jones se unió a Page y Plant para el concierto Live Aid, con Phil Collins y Tony Thompson a la batería. Los exmiembros volvieron a formarse para el concierto del 40 aniversario de Atlantic Records el 14 de mayo de 1988. Page, Plant y Jones, con el hijo de John Bonham, Jason, cerraron el evento. En 1992, Jones arregló la orquestación en el álbum Automatic for the People de R.E.M.
En 1995, la banda Heart lanzó un álbum acústico en vivo llamado The Road Home. Fue producido por Jones, y lo presentó tocando varios instrumentos. También en 1995, Harp Consort de Andrew Lawrence-King lanzó un conjunto de tres canciones en español en el estilo del siglo XVII de composición propia de Jones, acompañado de instrumentos barrocos que incluyen arpas, quitarrone, guitarras, lirone, viola da gamba y percusión (este CD de 10 minutos, titulado Amores Pasados, se combinó con el disco debut de The Harp Consort, Luz y Norte).

### 2000-presente
Zooma, su álbum debut como solista, fue lanzado en septiembre de 1999 en el sello DGM de Robert Fripp y seguido en 2001 por The Thunderthief. Ambos álbumes fueron acompañados por giras, en las que tocó con Nick Beggs (Chapman Stick) y Terl Bryant (batería).

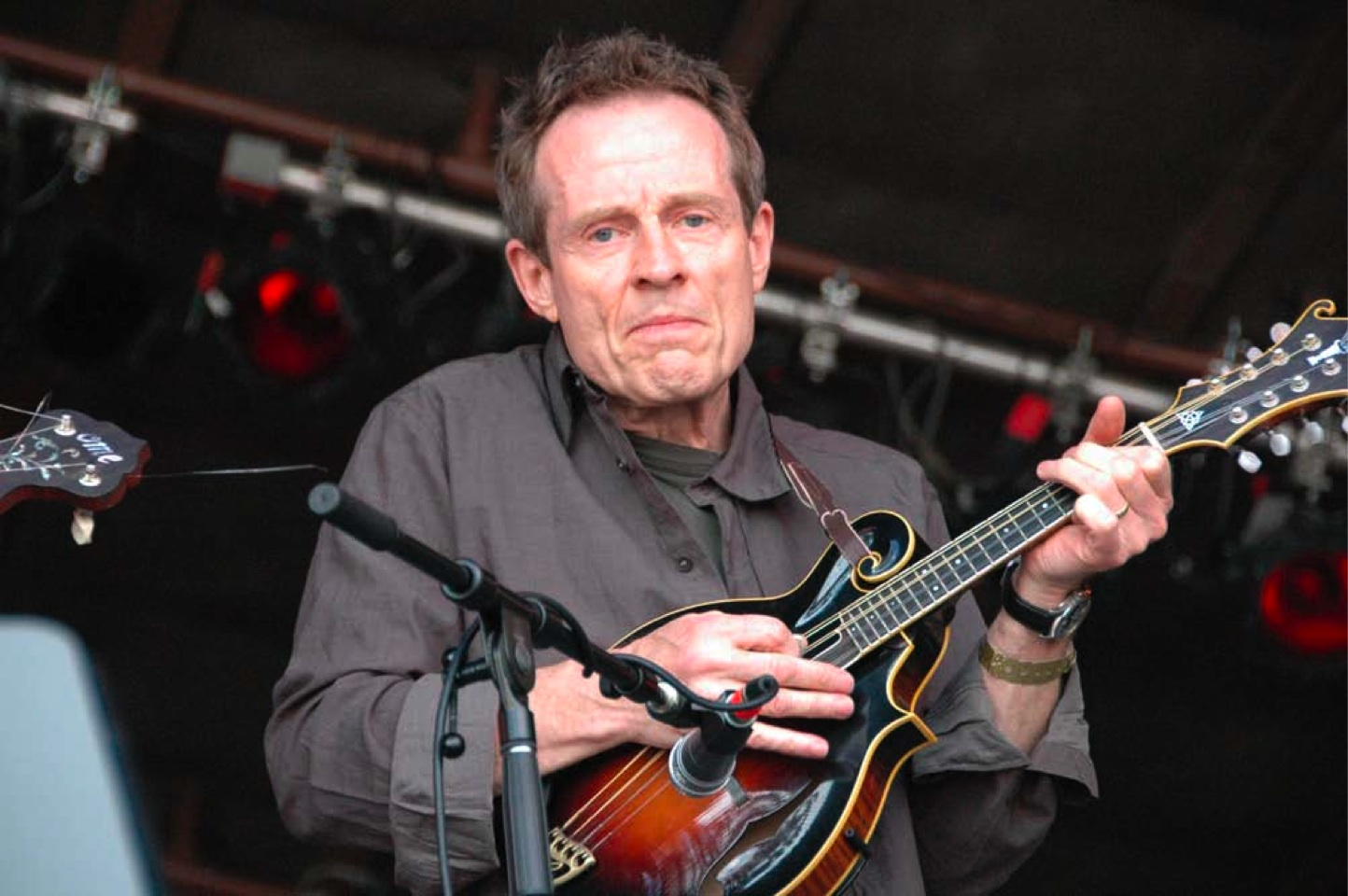
Jones tocando la mandolina en 2007

En 2004, realizó una gira como parte del grupo Mutual Admiration Society, junto con Glen Phillips (el líder de la banda Toad the Wet Sprocket) y los miembros de la banda Nickel Creek.
Jones toca en dos temas en el álbum de Foo Fighters In Your Honor. Toca la mandolina en "Another Round" y el piano en "Miracle", ambos en el disco acústico. El líder de la banda, Dave Grohl (un gran fanático de Led Zeppelin) ha descrito la aparición de Jones como "la segunda cosa más grande que me ha pasado en mi vida".
También se ha diversificado como productor discográfico, produciendo álbumes como el álbum de The Mission Children, el segundo álbum de The Datsuns Outta Sight, Outta Mind (2004) y el álbum de música antigua de Uncle Earl's Waterloo, Tennessee, lanzado en marzo de 2007.
En mayo de 2007, acompañó a Robyn Hitchcock y Ruby Wright en la interpretación de la canción "Gigolo Aunt" en un homenaje al fundador de Pink Floyd, Syd Barrett, en Londres, lo que hizo con mandolina.

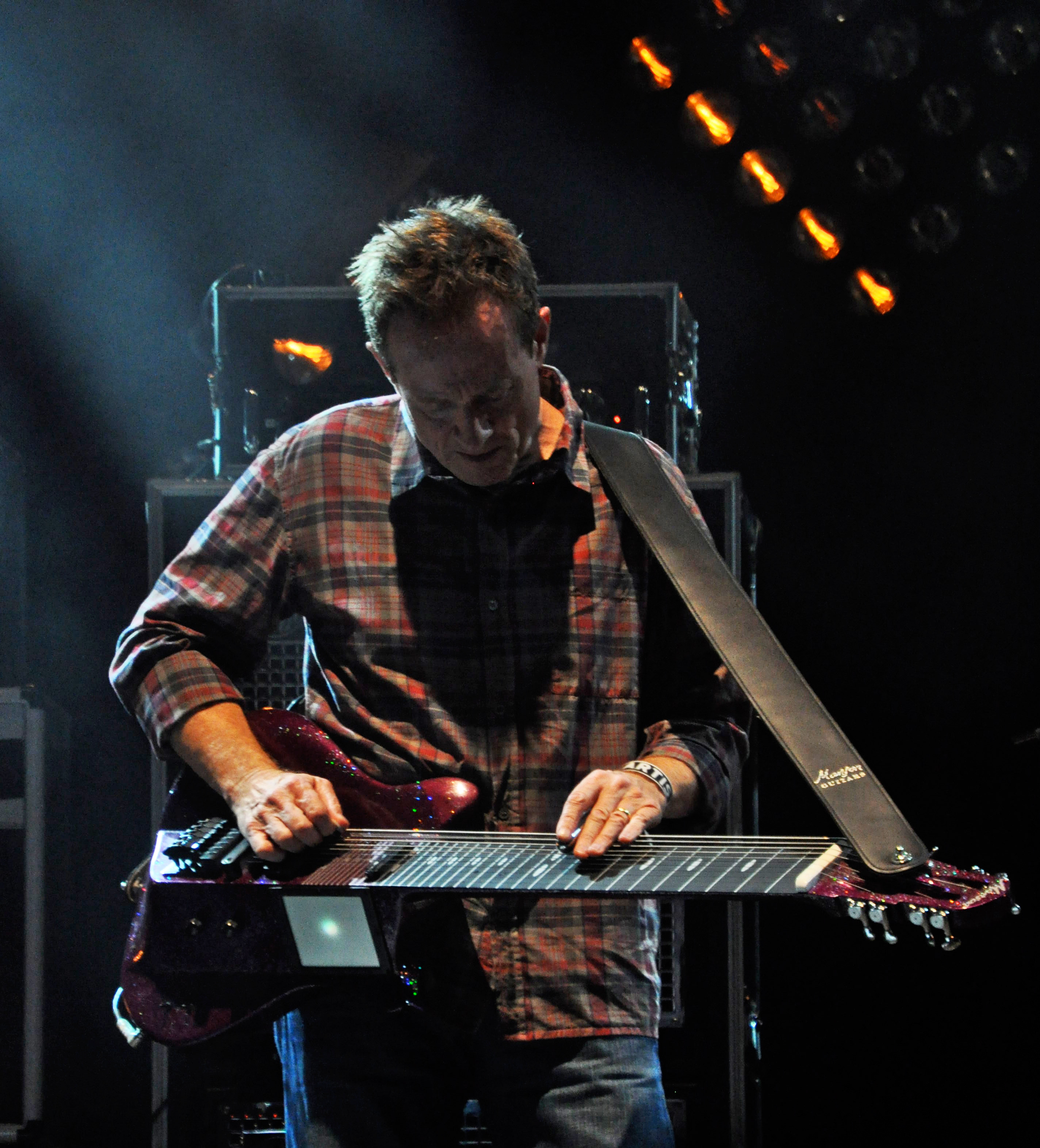
Jones jugando una vuelta de acero en el escenario, 2009

Tocó en Bonnaroo 2007 en colaboración con Ben Harper y el baterista de The Roots Questlove como parte del Super-Jam del festival, que es la tradición anual del festival de reunir a músicos famosos de clase mundial para tocar en el escenario por unas horas. Jones apareció y tocó la mandolina con Gillian Welch durante el festival durante la canción "Look at Miss Ohio" y una versión de la canción de Johnny Cash "Jackson". También apareció durante el set de Ben Harper & the Innocent Criminals donde interpretaron una versión de "Dazed and Confused". Jones luego cerró el primer set de Gov't Mule, interpretando parte de "Moby Dick" y luego "Livin Lovin Maid" en el bajo, luego procedió a tocar teclados en las canciones "Since I'll Been Loving You" y "No Quarter". Jones también actuó en mandolina con el grupo de bluegrass totalmente femenino Uncle Earl, cuyo álbum había producido en 2007.
Jones, que toca la mandolina, tocó "Whole Lotta Love" de Led Zeppelin con el enérgico Duhks de Winnipeg en el MerleFest de abril de 2007 en Carolina del Norte.
Jones jugó en el show de reunión de Led Zeppelin en el O2 Arena de Londres el 10 de diciembre de 2007 con los otros miembros restantes de Led Zeppelin como parte de un tributo a Ahmet Ertegun.
En 2008, Jones produjo el álbum solista debut de Nick Wattley, cantante y violinista Sara Watkins. Como se mencionó anteriormente, Jones realizó una gira con Watkins, Glen Phillips y el resto de Nickel Creek a fines de 2004 en una colaboración titulada Mutual Admiration Society.
El 10 de febrero de 2008, Jones apareció con los Foo Fighters en los Premios Grammy dirigiendo la parte orquestal de la canción "The Pretender". El 7 de junio de 2008, Jones y Jimmy Page aparecieron con los Foo Fighters para cerrar el concierto de la banda en el estadio de Wembley. Jones actuó con Sonic Youth y Takehisa Kosugi, proporcionando la música escénica para Nearly 90 de Merce Cunningham, que tuvo lugar del 16 al 19 de abril de 2009 en la Academia de Música de Brooklyn.

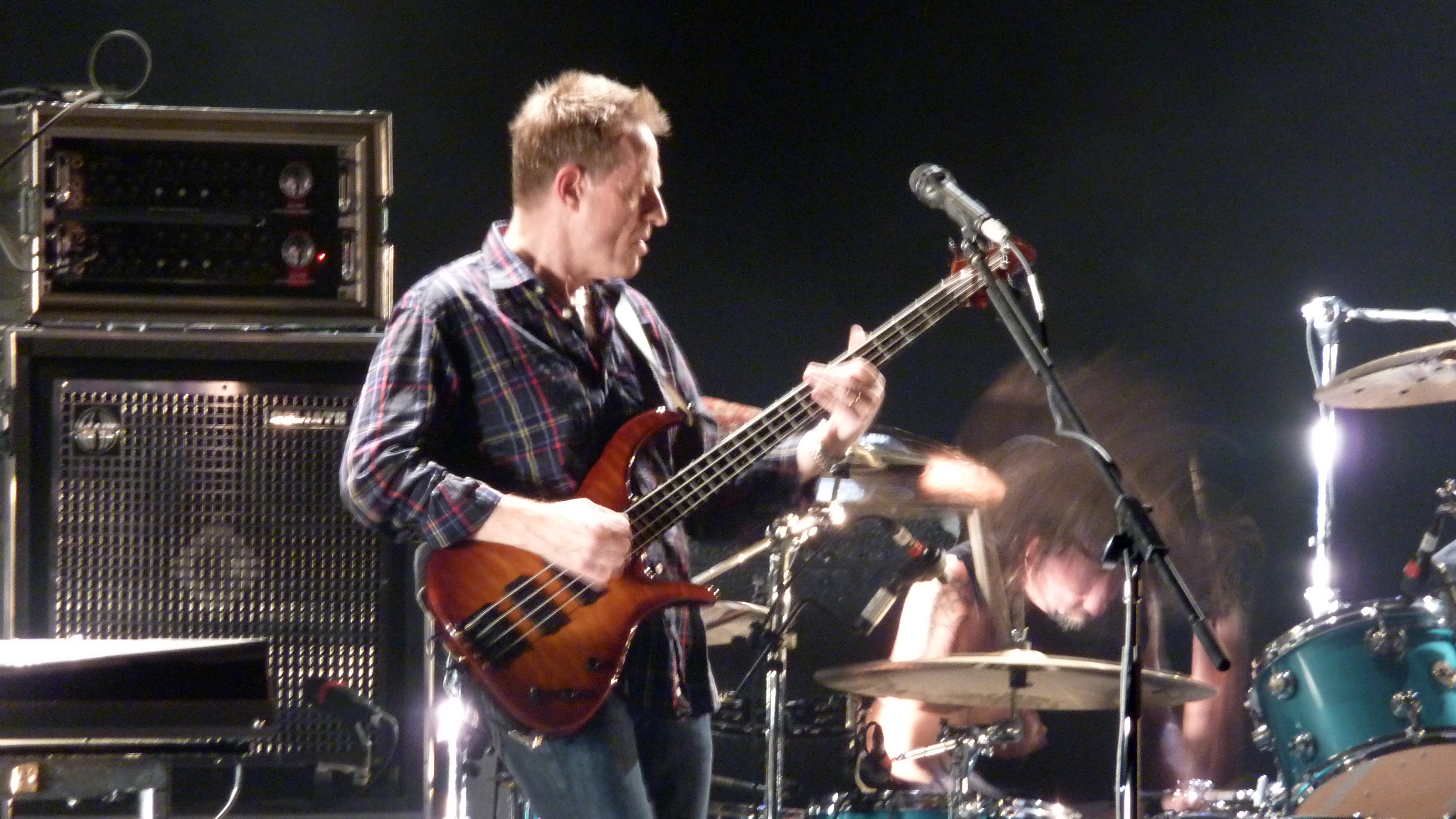
Jones tocando el bajo en Them Crooked Vultures, 2009

En febrero y marzo de 2011 apareció en la banda en el escenario de la ópera Anna Nicole de Mark-Anthony Turnage, sobre la modelo de Playboy Anna Nicole Smith, en la Royal Opera House, Covent Garden, en Londres.
En 2009 se une con Josh Homme, Dave Grohl y Alain Johannes para lanzar la poderosa banda The Crooked Vultures que nada más sacaría un disco.
En agosto de 2011, apareció en Reading y Leeds Festivals para tocar junto a Seasick Steve.
El 16 de septiembre de 2012, Jones apareció en el concierto benéfico Sunflower Jam en el Royal Albert Hall de Londres, actuando junto al guitarrista Brian May de Queen, el baterista Ian Paice de Deep Purple y los vocalistas Bruce Dickinson de Iron Maiden y Alice Cooper.
En noviembre de 2012, Jones recorrió el Reino Unido con la banda noruega de vanguardia/improvisación Supersilent.
El 6 de diciembre de 2012 actuó en bajo, guitarra y mandolina con Robyn Hitchcock como 'Biscotti' en Cecil Sharp House, Londres.
El 30 de abril de 2013, Jones apareció en vivo en el programa de televisión de la BBC Later... with Jools Holland, tocando el bajo para Seasick Steve en "Down on the Farm".
El 1 de mayo de 2013, Jones apareció con Seasick Steve en un concierto en el Roundhouse en Camden, Londres. Presentado por Seasick Steve como miembro "de la mejor banda de rock de la historia", Jones tocó el bajo, la mandolina y la guitarra de acero, y proporcionó voces.
El sábado 29 de junio de 2013, Jones tocó la guitarra mientras aparecía con Rokia Traore, quien abrió el Pyramid Stage esa mañana en Glastonbury 2013. 
Durante noviembre de 2013, Jones se unió a una gira de siete días por el sudeste de los Estados Unidos, tocando mandolina con la máquina Dave Rawlings. El espectáculo de Atlanta (21 de noviembre de 2013) incluyó una versión de "Going to California" de Led Zeppelin. Jones también realizó una gira con Dave Rawlings en otoño de 2014. 
Los días 5 y 6 de septiembre de 2015, Jones, junto con el baterista de Queen Roger Taylor, se unió a Foo Fighters en el escenario en Milton Keynes para interpretar una versión de "Under Pressure" de Queen, con Taylor Hawkins y Dave Grohl cantando.

## Legado
Jones es ampliamente considerado como un bajista, tecladista y arreglista muy influyente e importante en la historia de la música rock. Muchos bajistas de rock notables han sido influenciados por Jones, incluidos John Deacon de Queen, Tom Hamilton de Aerosmith, Geddy Lee de Rush, Steve Harris de Iron Maiden, Flea de Red Hot Chili Peppers, Gene Simmons de Kiss, y Krist Novoselic de Nirvana. Chris Dreja, el guitarrista y bajista de The Yardbirds, lo describió como "el mejor bajista de Europa". Las publicaciones y revistas de música han clasificado a Jones entre los mejores bajistas de rock de todos los tiempos. Fue nombrado el mejor bajista en la Encuesta de Lectores de 1977 de la revista Creem. En 2000, la revista Guitar lo ubicó en el tercer lugar en la encuesta de lectores "Bajista del Milenio".
En octubre de 2010, la Academia Británica de Compositores, Compositores y Autores le otorgó a Jones un "Premio de la Insignia de Oro" por su destacada contribución a la industria británica de la música y el entretenimiento. El 10 de noviembre de 2010, fue honrado con el "Premio a la Contribución Excepcional" en los Premios Marshall Classic Rock Roll of Honor. En 2014, Jones ocupó el primer lugar en la lista de la revista Paste de los "20 guitarristas de bajos más subestimados".

## Vida personal
Jones se casó con su esposa, Maureen, en el año 1967, y han estado juntos desde entonces, actualmente residen en el oeste de Londres. Tienen tres hijas: Tamara, Jacinda y Kiera. Según The Rich Times Rich List, el patrimonio neto de Jones era de £40 millones a partir de 2009.

## Instrumentos
- Bajo Manson E-Bass modelo John Paul Jones Signature
- Bajo Fretless Fender Precision Bass
- Bajo 1961 Fender Jazz Bass (Usado en conciertos)
- Bajo 1951 Fender Precision Bass
- Bajo Fender Bass V
- Bajo Ibanez RD300
- Mandolina Gibson
- Mandolina acústica Andy Manson de tres cuellos , 12 cuerdas & 6 cuerdas (Usada en conciertos)
- Alembic Triple Omega
- Alembic Series II
- Bajo Custom made Pedulla Rapture
- Acoustic 360 Bass Amp
- Órgano Hammond
- Clavinet Hohner
- Hohner Electra-Piano
- Fender Rhodes
- Mellotron
- Piano Steinway
- Piano Yamaha CP-80
- Symbolic Sound Kyma system
- Sintetizador Korg Trinity
- Sintetizador Yamaha GX-1
- EMS VCS3
- Korg OASYS (2012 Celebration day)
- Korg X50 (2012 Celebration day)

## Discografía
Con Led Zeppelin
- Led Zeppelin (1969)
- Led Zeppelin II (1970)
- Led Zeppelin III (1971)
- Led Zeppelin IV (1972)
- Houses of the Holy (1973)
- Physical Graffiti (1975)
- The Song Remains the Same (1976)
- Presence (1976)
- In Through the Out Door (1979)
- Coda (1982)
- BBC Sessions (1997)
- How the West Was Won (2003)
- Mothership (2007)

Como solista
- Scream For Help (con Jimmy Page) (1985)
- The Sporting Life (Diamanda Galas 1994)
- Zooma (1999)
- The Thunderthief (2001)

Con Them Crooked Vultures
- Them Crooked Vultures (2009)

Con Seasick Steve
- You Can't Teach an Old Dog New Tricks (2011)
- Hubcap Music (2013)